# Littlestown
Littlestown ist ein Borough in Adams County im Bundesstaat Pennsylvania im Osten der Vereinigten Staaten von Amerika. Das U.S. Census Bureau hat bei der Volkszählung 2020 eine Einwohnerzahl von 4.782 ermittelt.
Littlestown wurde 1760 von Peter Klein unter dem Namen „Petersburg“ angelegt. Deutsche Siedler nannten sie „Kleine Stadt“, bis sie 1795 offiziell in die englische Version „Littlestown“ umbenannt wurde.

## Geographie
Nach einer Erhebung des United States Census Bureau hat Littlestown eine Gesamtfläche von 1,6 Quadratmeilen (4,1 km²), und hat keine Wasserflächen innerhalb seiner Grenzen. Littlestown ist im Norden, Westen und im Süden von dem Germantownship umgeben.
In der näheren Umgebung liegen die Städte Gettysburg, Hanover und Westminster.

## Bevölkerung
Nach dem Census 2000 betrug die Gesamtbevölkerung im Borough 3947 Menschen in 1586 Haushalten, 1113 Familien lebten im Borough. Die Bevölkerungsdichte betrug 2517 Menschen pro Quadratmeile (970,7/km²). 97,3 % der Bevölkerung waren Weiße.
In 35,9 % der Haushalte lebten Kinder unter 18 Jahren. 53,3 % der Haushalte bildeten verheiratete Familien, 12,7 % waren alleinerziehende Frauen und 29,8 % waren nichtfamiliäre Haushalte.
Die Altersstruktur in Littlestown teilte sich wie folgt auf: 27,7 % der Einwohner waren jünger als 18 Jahre, 7,6 % waren zwischen 18 und 24 Jahren alt, 32,1 % waren zwischen 25 und 44 Jahren alt, 18,5 % waren zwischen 45 und 64 Jahren alt und 14,1 % der Bevölkerung waren über 65 Jahre alt. Dies ergab einen Altersdurchschnitt von 34 Jahren. Auf 100 Frauen kamen 90,5 Männer.
Das durchschnittliche Haushaltseinkommen im Jahr 2000 betrug 36.678 $ und das durchschnittliche Familieneinkommen 42.261 $.